# Határrendőrség
A határrendőrség első magyarországi megjelenése a lassan haladó közigazgatási reform időszakára esik, a magyar központosítási törekvések egyik eredménye. Létrehozásakor a magyar–szerb és a magyar–román határ mentén kezdte meg működését. Születésének alapvető oka, a kiemelkedő személyforgalmat jelentő kivándorlás illetőleg annak állami ellenőrzés alá vonása. 1945 után rövid ideig szintén létezett.

## Bevezető gondolatok
A közigazgatási reformtörekvések vergődésében született meg a központosítási elképzelések két gyermeke, a határrendőrség és a lényegesen rövidebb életű fiumei állami rendőrség.Fiumei rendőrség Velük háromra emelkedett – a törvényi rendelkezéssel létrehozott – magyar királyi állami rendőrségek száma. Ugyanakkor, az ország vidéki területein végezte közbiztonság-védelmi (rendőri) tevékenységét a magyar királyi állami csendőrség, de teljesített – a közrendvédelmi járőrözésben, a rablóbandák üldözésében, való részvétellel – rendőri feladatokat a magyar királyi pénzügyőrség is, melyet karhatalmi testületként is számon tartottak.
A fiumei állami rendőrségről fellelhető ismeretek köre, csupán hiányos polcozatú tárháznak tekinthető. Feldolgozásának eredménye szerény terjedelmet követel magának.
A magyar polgári államberendezkedés első önálló határőrizeti, határrendészeti szerveként felállított magyar királyi határrendőrség, másfél évtizedes működése mélyebb nyomot, szélesebb barázdát hagyott maga után a rendvédelem történet palettáján. A létrejötte körüli huzavona érdekes kulisszatitkaként említették azt, hogy gróf Tisza István belügyminiszter egyszerűen félretette a törvényt, mivel „programjába az egész országos rendőrség államosítása volt véve és a mai állami határrendőr intézmény feladata és munkaköre ezzel át lett volna hárítva a határszéli nagyobb államosított városi rendőrkapitányságokra… hogy ez lett volna a helyes megoldás annyira kézenfekvő, hogy hangsúlyoznunk sem kell”. A Tisza örökébe lépő „Fehérváry minisztérium pedig a már rég porosodó aktát elővette” és intézkedett a végrehajtásra. A törvény előkészítése során megfogalmazásra került, hogy a határrendőrség tervezett feladatai csaknem kivétel nélkül állami funkciót képeznek, s nem aggályosak sem az egyéni szabadság, sem a nemzetközi forgalom tekintetében. A főbb teendőket, melyek az állam biztonsága és belnyugalma érdekében végzendők a felállítandó állami testület által, egyenként szükséges megállapítani, bár azok teljességgel fel nem sorolhatók. A feladatkör meghatározása elkerülhetővé teszi a különböző hatóságok súrlódásait és segíti az illetékességi összeütközések kiküszöbölését.
Időközben született törvényi szabályozás a kivándorlásról (1903: IV. tc.) a külföldiek lakhatásáról (1903: V. tc.) és az útlevélügyről (1903: VI. tc.), melyek szintén jelezték a kiváltó társadalmi-gazdasági okokat.
A december 29-én aláírt, az életbeléptetésről szóló 91000/1905. B.M. számú körrendelet záró része rögzítette, hogy a törvény „teljesen elő lévén készítve, most már elsősorban az annak alkalmazására hivatott tisztviselői karon áll, hogy azon fontos állami célok, melyeket a törvényhozás ezen törvény megalkotásánál maga elé tűzött, minél teljesebb mértékben meg is valósuljanak”. Különösen szem előtt tartásra rendelte azt, hogy a testület tagjaira ruházott jogok gyakorlásában, „a legnagyobb tapintattal és körültekintéssel járjanak el, mert a szükséges mérték túllépésével eljárásuk könnyen zaklatássá, a szabad forgalom és egyéni szabadság sérelmévé fajulhat és ez reájuk nézve is, súlyos következményekkel járhat”. Jól csatlakozott e gondolatokhoz, az 1908. évi 104800. B.M. számú rendelettel kiadott szolgálati utasítás 12. §-a, a testületi szellemről szóló elvárásaival. „A testületi szellem fejlesztésének azonban nem a társadalom más rétegeitől való elzárkózottságot és a testületi önérzet túltengését kell eredményezni, hanem a magánérintkezésnek és a társulásnak azon áldásait, amelyek a kölcsönös megbecsülést eredményezik.” Az egészséges testületi szellem azt is eredményezi, hogy az állomány tagjai érvényesülésüket odaadó kötelességteljesítés útján érik el és megszünteti „a rosszindulatú vádaskodásokat és besúgásokat, fokozza a jóindulatú kölcsönös támogatást”.
A határrendőrség történetében feltáruló folyamatos fejlesztést megszakította 1912-ben az őrségek megszüntetése, amivel egyidejűleg a határ őrzését átvette a csendőrség. A világháború alatt a testület működése „többnyire hadtáp-, sőt hadműveleti területre” esett, ahol igen értékes szolgálatokat teljesített, amivel a „hadvezetőség ismételt elismerését vívta ki”.
A háborút követő békediktátum következtében, a fiumei rendőrség és a határrendőrség volt működési területe – a soproni határszéli kapitányság egyes részeinek kivételével – az új országhatáron kívülre került.
A proletárdiktatúra alatt, a határrendőri feladatokat is a Vörös Őrség látta el. Ehhez magába olvasztotta – a többi rendőri és a csendőri egységekhez hasonlóan – a határrendőrségi állományt is.
Az október 1-jén keltezett, a rendőrség államosításáról szóló 5047/1919. M. E. számú rendelet 3. §-ának rendelkezése folytán, az 1903. évi VIII. törvénycikk alapján „különös hatáskörrel rendelkezett” határrendőrség, az ezen rendelet alapján „általános rendőrségi hatáskörrel felruházott magyar állami rendőrség országos egységes szervezettel, egységes létszámot alkot”.
1945-ben ismét megszervezésre került a határrendőrség a belügyminiszter 145.389/1945.(IV.12) számú rendelete alapján. A testületet a kormány, 1949 végén beolvasztotta az Államvédelmi Hatóságba.

## A határrendőrség feladatköre
A ténylegesen is működő második magyar állami rendőrség, a határrendőrség felállításáról, az 1903. évi VIII. törvénycikk rendelkezett. Az 1902 őszén született törvényjavaslatot, a bizottságok támogató jelentését követően, a képviselőház egyhangúlag elfogadta. A március 11-ei szentesítés után, a törvény kihirdetésére 1903. március 14-én került sor. Hatályba léptetéséről, az 1905. december 9-én hozott minisztertanácsi határozat értelmében, az 5692/1905. (XII.29.) M.E. számú rendelet döntött. E szerint, a törvénycikk 1906. január 15-én lépett hatályba, azaz ekkor kezdték meg szolgálatukat a testület tagjai. A végrehajtásra, a belügyminiszter 91000/1905. (XII.29.) B.M. szám alatt, körrendeletet adott ki, melynek mellékletét képezte az ugyan-e tárgyú 117 szakaszból álló utasítás.
A törvény első szakasza kimondta, hogy „a határrendészeti teendők ellátására állami határrendőrség állíttatik fel”. 
A polgári fegyveres testület feladatköre 15 pontos felsorolásban szerepelt, melyhez részletesen magyarázott irányt mutatott – megvilágítva a létrehozás okait is – az említett utasítás: 
- A határon átkelők figyelemmel kísérése, a határ mentén felmerülő, államrendészeti szempontból fontosabb mozzanatokról és eseményekről tájékozásszerzés és az észleleteknek az illetékes hatóságokkal való közlése. A cél, megakadályozni az állam biztonságának és nyugalmának megzavarását.
- A külföldiek bejelentésére és lakhatására vonatkozó szabályok végrehajtása.
- A kémkedés megakadályozása, esetleg a kémeknek letartóztatása. A gyanús egyéneket figyelemmel kell kísérni, kilétüket megállapítani, szükség esetén letartóztatni és az illetékes ügyészségnek, bíróságnak átadni. Szintén figyelemmel kell kísérni a postagalambok behozatalát, a velük végzett gyakorlatokat, a külföldről érkező léghajók utasait, a drót nélküli táviratozást, az optikai távjelzéseket, az erődítményekről fényképet, rajzot készítőket.
- A hadtestparancsnoksággal a határszéli rendőrkapitányságok közvetlenül, a kirendeltségek a kapitányságok útján érintkezhettek, a katonailag fontos események bejelentése végett.
- A szomszéd állam lakói részéről személyek és tárgyak ellen jöhető erőszak meggátlása, különösen pedig katonai védművek, az ország határának megjelölésére szolgáló határjelek, jelzők, katonai vagy polgári hatóság által felállított földmérési jelek megrongálásának, megsemmisítésének, vagy megváltoztatásának megakadályozása és feljelentése.
- Kitiltott, rendőrileg kifogás alá eső és magukat igazolni nem tudó gyanús egyéneknek az állam területére belépésben való megakadályozása. Cél, hogy az államra veszélyes elemek az ország területére be ne léphessenek. Az intézkedések során kiváló tapintattal kell eljárni.
- Nyomozott vagy valamely büntetendő cselekménnyel gyanúsított, s a törvények vagy a fennálló szabályok értelmében előzetesen letartóztatható egyéneknek a határszélen való letartóztatása. Kiemelt feladat a körözött személyek elfogása, illetőleg annak megakadályozása, hogy érintettek a büntető igazságszolgáltatás elől külföldre meneküljenek. A végrehajtás érdekében megfelelő nyilvántartásokat kell vezetni.
- A határszélen letartóztatott s a toloncszabályok rendelkezései alá eső egyének eltoloncolása, külföldről érkező toloncok átvétele és továbbítása.
- Fegyverek, lőszerek és hadiszerek ki vagy bevitelének ellenőrzése, valamint tilalom esetén ilyenek és más tárgyak kivitelének és behozatalának megakadályozása. A fegyverek határon történő átviteléhez belügyminiszteri engedély szükséges, de bizonyos mennyiség esetében e jogkört leadhatja a határszéli rendőrkapitányságoknak. Ez béke időszakra vonatkozóan – hadi fegyverek kivételével – meg is történt.
- Hadköteles egyének kiszökésének megakadályozása.
- Nőcsempészet meggátlása. Különösen fontos erkölcsrendészeti feladat az utazó közönség feltűnés nélküli megfigyelése, minden titkolt és leplezett nőcsempészet, illetőleg kivándorlás ürügye alatti leánykereskedés megakadályozása végett. A nőcsempészet miatti büntetettekről nyilvántartást kell vezetni.
- A határszéli vasúti és gőzhajó állomásokon az államrendőri és közbiztonsági teendők ellátása s a közegészségügyi szabályok betartásának ellenőrzése. Az államrendőri teendőket különös gonddal kell teljesíteni azokon a helyeken, ahol az állam biztonságát és nyugalmát veszélyeztető elemek leginkább megfordulnak. Fokozott figyelmet kell fordítani a kivándorlás korlátozására, a végrehajtás ellenőrzésére. A személy- és teherforgalomra tekintettel, fontos érdek a közbiztonsági szolgálat ellátása és az egészségügyi szabályok betartásának ellenőrzése. A közbiztonsági szolgálat a személy- és vagyonbiztonság megóvására, az ellenük elkövetett bűncselekmények nyomozására terjed ki.
- Határszélen lévő szállodák, vendéglők, kocsmák, kávéházak és egyéb nyilvános helyek ellenőrzése. A testület közegei kötelesek a nyilvános helyeken minél gyakrabban megfordulni, a gyanús elemeket és tárgyakat ellenőrizni, felkutatni.
- Azon határvonalon, hol útlevél-kötelezettség áll fenn, az útlevelek vizsgálata, határátkelési igazolványok kiállítása. Azon vonatoknál, amelyeknek utasai vámvizsgálat miatt nem kényszerülnek leszállni a vasúti szerelvényről, az útlevélvizsgálatot a vonaton kell teljesíteni. A vonatokat kísérő személyzet tagjai nem esnek útlevélvizsgálat alá, a hajók személyzete viszont igen.

Utóbbiak esetén, a megszabott időn és helyen kívül eszközölt vizsgálatokért, díjat kell fizetni. 
- Az útlevél szabályozás áthágása, tilos visszatérés, nőcsempészés, a külföldiek bejelentésére és lakhatására vonatkozó szabályok megszegése által elkövetett kihágások eseteiben első fokon való rendőri büntető bíráskodás.
- A csempészet megakadályozásában való közreműködés és az erre hivatott közegek támogatása. A határrendőrség eközben a pénzügyi, az erdészeti, az állatorvosi és más közegekkel együttműködni tartozik, őket rendőri segédkezésben, támogatásban részesíti. A csempészeten tetten érteket előállítja, a szökésben lévőket üldözi és elfogás esetén, az illetékes hatóságnak átadja.

A határrendőrség illetékessége a határ menti településekre terjedt ki, általánosságban mintegy 40 kilométeres mélységi sávot érintően. 
A testület a hozzá utalt ügyekben jogosult volt a területén lévő csendőrség és helyi rendőrség közreműködését közvetlenül igénybe venni. A támogatás karhatalom nyújtásában, megfigyelés végzésében, vagy valamely nyomozási cselekmény végrehajtásához adott segítségben nyilvánulhatott meg.
Szolgálati tekintetben közvetlenül a belügyminiszter rendelkezése alatt állt, de tartozott eleget tenni az illetékes főispán felhívásának, illetőleg más hatóság megkeresésének. A rendes közigazgatási elsőfokú rendőrhatóságokkal (főszolgabíró, városi rendőrkapitány) mellérendelt viszonyban állt és köteles volt kölcsönösen együttműködni. Elvi jelentőségű miniszteri határozatot adott ki a belügyminiszter – 130467/1906. a vármegye alispánjához intézett rendelete – arra vonatkozóan, hogy a határszéli rendőrkapitányságok és a rendőr-bíráskodási joggal felruházott kirendeltségek vezetői, a területükön fekvő községi elöljáróságokhoz, a községi és körjegyzőhöz az 1903. évi VIII. tc. 2. §-ában megállapított hatáskörben, jogosultak felhívásokat intézni, az érintettek pedig kötelesek azokat teljesíteni, illetőleg azokra jelentéseket tenni.
Kitiltás, eltoloncolás és kihágás tárgyában hozott határozatok ellen az alispánhoz, törvényhatósági jogú város esetében a tanácshoz, rajtuk keresztül a belügyminiszterhez, fokozatos fellebbezésnek volt helye. Egyéb intézkedések ellen közvetlenül lehetett a miniszterhez panaszt emelni.
1907. május 2-án – 50982/I.-a./1907. B.M. számú körrendelet – a belügyminiszter 24 vármegye és 3 város első tisztviselőjéhez küldött rendeletében közölte, hogy honosítási ügyekben a határszéli rendőrkapitányság véleményét célszerű meghallgatni, „mivel a külföldiek erkölcsi viseletéről és anyagi viszonyairól a lakhatási engedély kiadására jogosult hatóság, vagyis a határszéli rendőrkapitányság területén, a határszéli rendőrkapitány van hivatva értesülést szerezni”.
A 91000/1905. B.M. számú körrendelet IV. fejezetét kitöltő Szolgálati utasítás rögzítette a határrendőrség eljárásánál irányadó szabályokat, többek között azt, hogy a „határrendőrség teendői: a megelőzés, a felfedezés és bíráskodás”. Megelőzésnek akkor van helye, ha megfigyelés vagy jelentés folytán alapos okkal feltehető volt, hogy tiltott cselekmény elkövetése készül. Ekkor a közbelépést alapos indok, gyanú vagy tény támogassa. A felfedező működés már elkövetett tiltott cselekményt feltételez. Célja a tényállás megállapítása, a tettes vagy tettesek s a cselekmény körülményeinek kinyomozása, további intézkedések megtétele. A bűnvádi nyomozásoknál, a rendőri hatóságokra és közegekre vonatkozó szabályokat – 1899. évi 130000.(VI.15.) sz. nyomozási utasítás – kellett alkalmazni. A határrendőrség bűnvádi nyomozását a belügyminiszter az 1909. évi 76338. számú rendeletével külön szabályozta, hivatkozva a bűnvádi perrendtartás – 1896: XXXIII. tc. – 84. és 85. §-ára. A testület által nyomozandó bűncselekményekhez tartoztak a kivándorlási törvénybe ütköző bűncselekmények, a hivatalból üldözendő uzsora vétségek, a külföldre irányuló kerítés által elkövetett bűncselekmények, az olyan vasúti, vagy hajóállomásokon ismertté vált bűncselekmények, ahol a határrendőrség teljesített szolgálatot és az olyan állam elleni bűncselekmények, amelyeket a testület működési területén követtek el.
1909-ben szerveztek 20 detektívállást, de mindet nem töltötték be. A belügyminiszter novemberben kinevezett 4 fővárosi államrendőrségi detektívet határrendőrségi detektívvé – egyúttal fizetés nélküli segédtisztekké, egyiküket fizetés nélküli oktató felügyelővé is –, a testület állományából pedig 1 őrségvezetőt és 10 határrendőrt ideiglenes minőségű határrendőrségi detektívekké. A kinevezettek központi beosztást nyertek és államrendészeti, bizalmas nyomozásokra a „belügyminisztérium által küldettek ki… Ez volt Magyarországon a központi nyomozás megvalósításának tényleges kezdete.”. Bűnügyeket ritkán nyomoztak. Bonyolultabb esetekben, a fővárosi állami rendőrség gyakorlott bűnügyi nyomozóit küldték ki. 1912 tavaszán, a belügyminiszter elismerését fejezte ki a nyomozás terén elért sikereiért, Paál Alajos határrendőrségi detektívnek. 
A bíráskodás joga akkor állt elő, ha a határrendőrség működési területén, a hatáskörébe utalt kihágás vált ismertté. 
A határrendészeti feladatok végrehajtásában, esetenként változó létszámmal, de részt vettek a csendőrség, a pénzügyőrség, a vámőrség beosztottai, a határ mentén dolgozó erődőrök, a határátkelőkön működő szakhatóságok.
A határrendőrség, döntően a külső határoknak számító 250 kilométeres szerb és 900 kilométeres román határ mentén látta el feladatát. Ez a Magyar Királyságnak az Osztrák-Magyar Monarchia határaival egybeeső határszakaszát jelentette. A belső határok további 2250 kilométer hosszan húzódtak.

## A határrendőrség szervezete
A törvény 5. §-a kimondta, hogy a testület határszéli rendőrkapitányságokból áll, melyekről a belügyminiszter rendelkezik. A rendőrkapitányságok alá kirendeltségek tartozhattak, melyek közül a felhatalmazással rendelkezők elsőfokú rendőri büntető bíráskodást is folytattak. Csekély forgalmú közlekedési vonalakon, pontokon határszéli rendőrközegek is elláthatták a részbeni határrendészeti teendőket. 
A 104800/1908. B.M. számú rendelettel kiadott Szolgálati utasítás 2. §-a szerint, a határszéli rendőrkapitányság tagozata a következő volt: 
- központi hivatal;
- központi őrség;
- kirendeltségek, ha szerveztek;
- kikülönített őrség, ha szerveztek.

A központi hivatal ellátta azokat az ügyeket, amelyek a kapitányságvezető kizárólagos hatáskörébe tartoztak, valamint, amelyeket magának fenntartott. Személyzete külszolgálatot csak külön utasításra teljesített. 
A kirendeltségek végezték a rendőri büntető bíráskodást, a tolonceljárást, teljesítették a külszolgálatot és ellátták a központi hivatal által fenn nem tartott feladatokat.
Az őrségek 1908 és 1912 között látták el, a szorosan vett végrehajtó szolgálat körébe sorolt feladatokat. A határszéli őrségek létesítéséről 1908. április 30-án – 54975/1908. B.M. sz. – rendelkezett a miniszter helyett, az államtitkár. 23 őrség május 15-én, 1 pedig augusztus 1-jén kezdte meg működését.
A belügyminiszter az 1912. április 13-án kelt 58320/V-a. számú, a határrendőrségi őrségek megszüntetéséről szóló körrendeletével – május 1-jétől kezdve – a határrendőri külső végrehajtó szolgálat ellátásával, a csendőrséget bízta meg. Az intézkedés előzményét a költségvetési törvény azon rendelkezése jelentette, amely szerint a határrendőr legénység létszámának apasztása mellett, a csendőrség létszáma szaporítandó, azért, hogy „a határrendészeti végrehajtó szolgálatra, fokozottabb mértékben igénybe vétessék”. E rendelkezéssel a központi őrségek is megszűntek és a központi hivatalba olvadtak be. A határszéli kapitányságok ezt követően, a székhely szerint elnevezett, központi hivatalból és kirendeltségekből álltak. A miniszter, e körrendelet mellékletét képező 48999/V-b. számú körrendelettel értesítette a csendőrkerületi parancsnokságokat. Az intézkedés kapcsán megszűnt 33 határrendőr őrség. Tovább működött 14 határszéli rendőrkapitányság, 29 kirendeltséggel.
A 91000-es körrendelet, 12 állami határszéli rendőrkapitányság felállításáról rendelkezett: 
- I. Máramarosszigeti határszéli rendőrkapitányság, Felsővisó, Körösmező és Ökörmező községekben kirendeltségekkel.
- II.	Munkácsi határszéli rendőrkapitányság, Alsónereczkén és Volóczon kirendeltségekkel.
- III. Ungvári határszéli rendőrkapitányság, nagybereznai és mezőlaborczi kirendeltségekkel.
- IV.	Bártfai határszéli rendőrkapitányság, Felsőszvidnik és Lubotin községi kirendeltségekkel.
- V. Zsolnai határszéli rendőrkapitányság, Csacza és Ruttka községekben kirendeltségekkel.
- VI. Pozsonyi határszéli rendőrkapitányság, szakolczai kirendeltséggel.
- VII. Soproni határszéli rendőrkapitányság, kirendeltséggel Királyhidán, Nagymartonban, Lajtaújfalun, Pinkafőn és Gyavafalván.
- VIII. Pancsovai határszéli rendőrkapitányság.
- IX.	Orsovai határszéli rendőrkapitányság, báziási, petrozsényi és vodiczáni kirendeltségekkel.
- X.	Brassói határszéli rendőrkapitányság, Predeál és Verestorony községi kirendeltségekkel.
- XI.	Beszterczei határszéli rendőrkapitányság, Csikgyimesen és Tölgyesen kirendeltségekkel.
- XII. Fiumei határszéli rendőrkapitányság, melyre a belügyminiszter külön intézkedett 1913-ban.

A törvény életbelépésével megszűntek a csaczai, lajtaújfalusi, királyhidai, kismartoni, csikgyimesi szolgabírói, a predeáli vasúti kirendeltségek, valamint az orsovai és verestoronyi határszéli biztosságok.
A folyamatos szervezeti változások jó példái a következők. 1908. augusztus 1-jén – 29383/V-a/1908. B.M. számú körrendelet – a kassai határszéli rendőrkapitányság megszűnt, illetve a székhelye átkerült Liptószentmiklósra. 1909. október 15-ei hatállyal a soproni határszéli rendőrkapitányság hatósági területe bővült Sopron, Vas, Zala és Somogy vármegyei területekkel (65135/1909. B.M. sz.).
Nagyszebeni székhellyel, 1909. szeptember 1-jén kezdte meg működését az újonnan szervezett határszéli rendőrkapitányság, verestoronyi és petrozsényi kirendeltségekkel, valamint zsilvajdejvulkáni és szurduki szorosi őrségekkel. A rendelkezés kapcsán, történtek változások a besztercei, a brassói és az orsovai kapitányságok vonatkozásában is (69095/1909. B.M. sz.).
1910. július 1-jén a soproni kapitányság területén – Lajtaszentmiklóson és Pinkafőn, 3-3 altiszti létszámmal – határszéli őrségek kerültek felállításra. Az e helyeken működő 1 fős különítmények egyidejűleg megszűntek (78248/1910. B.M. sz.). A gyékényesi őrséget május 15-én kirendeltséggé szervezték át (17317/1910. B.M. sz.). 
Ugyanekkor lett kirendeltség a zsolnai kapitánysághoz tartozó hölaki őrség és szűnt meg az 1 főből álló huszti különítmény, valamint az alsóvereczkei kirendeltség. Utóbbi határszéli őrséggé alakult át (17317/1910. B.M. sz.). 
Ugyancsak májusban szűnt meg a máramarosszigeti kapitánysághoz tartozó iszaki őrség (42/899/1910. B.M. sz.), a bártfai kapitányság területén a szemelnyei őrség (52644/1910. B.M. sz.). Új határszéli őrségek születtek Morvamagyarádon (zsolnai kapitányság), Barcsán (pancsovai kapitányság) és Plaviseviczán (orsovai kapitányság) a 33614/1910. B.M. számú rendelet alapján. 
A bártfai határszéli kapitányság augusztus 1-jén bővült, egyúttal létrehozásra került a Sztropkó székhelyű kirendeltség (99373/1910. B.M. sz.).
1911. június 1-jén megkezdte működését az újvidéki határszéli rendőrkapitányság és alárendeltségében a gombosi kirendeltség. Az új egység „a kivándorlásnak és a mozgó népességnek hathatósabb ellenőrzése végett” létesült (56820/1911. B.M. sz.).
A liptószentmiklósi határszéli rendőrkapitányság hatósági területének szélesítése során, 1911 nyarán felállításra került a turócszentmártoni határrendőrségi kirendeltség (62907/1911. B.M. sz.). 
A következő évben, verseczi székhellyel került megszervezésre új határszéli rendőrkapitányság és kötelékében Báziáson határszéli rendőrkirendeltség (1590/1912. B.M. sz.). 
1913. szeptember 1-jén somogyi és baranyai területek bevonását követően, Barcson (soproni kapitányság) szerveztek kirendeltséget (88874/1913. B.M. sz.). 
1917. december 1-jei hatállyal került felállításra, a poprádi határszéli rendőrkapitányság (138235/VI-c./1917. B.M. sz.).
1918. szeptember 16-ai hatállyal, a belügyminiszter a 95462/1918. B.M. számú körrendeletével, Baranya vármegye és Pécs szabad királyi város egész területét – amely addig határrendőri egység alá nem tartozott –, a soproni határszéli rendőrkapitányság hatósági területéhez vonta. 
A feladatkör mellett, a szervezeti változások is tükrözték a létrehozási okokat. A gyarapítást érték bírálatok is, melyek egyikét a fiumei határrendőrség megszületésének késlekedése jelentette, mivel határszéli kapitányságot elsősorban „Fiumében, mint a magyarországi kivándorlás gyűjtőmedencéjében kellett volna felállítani”. Miért szükséges elengedhetetlenül Pozsonyban és Sopronban határszéli kapitányság, „vagy ez is a mi külön állami önállóságunk dokumentálásának sallangja?… de hagyjuk ezeket az epéskedéseket szívesen elismerjük, hogy úgy államrendészeti, mint közbiztonsági érdekeink ápolásában erős, igyekvő intézménnyel szaporodnak közbiztonsági szerveink.”.
A fiumei határszéli rendőrkapitányság végül is, 1913. június 25-én (38000/V.-a./1913. B.M. számú körrendelet) kezdte meg működését. Feladatai azonosak az 1903. évi VIII. törvénycikk 2. §-ában meghatározottakkal, bár átmenetileg a toloncolási, valamint a kikötői és vasútállomási – kivéve a személypályaudvart – közbiztonsági és közegészségügyi teendők, a városi rendőrhatóság hatáskörében maradtak.

## A határrendőrség személyzete
A törvény 6. §-a kimondta, hogy a határszéli rendőrkapitányságok élén 1-1 határszéli rendőrkapitány áll, aki „alá kellő számú tiszti, biztossági és szolgaszemélyzet van rendelve”. E személyzetet a „belügyminiszter nevezi ki”. 
A testülethez tartozó állománykategóriák elnevezései a szolgálati és fegyelmi utasítások, szabályzatok rendelkezései szerint, változóak voltak.
1905. szeptember 5-én a belügyminisztérium 90000/1905. B.M. szám alatt, a következő állásokra hirdetett pályázatot:
- 4 határszéli rendőrkapitány, a VII. fizetési osztályban, évi 4800 korona fizetéssel.
- 7 határszéli rendőrkapitány, a VIII. fizetési osztályban, évi 3600 korona fizetéssel és mindkettő esetben szabályszerű lakpénzzel és 600 korona útiátalánnyal.
- 18 határszéli rendőrfogalmazó, a IX. fizetési osztályban, évi 2600 korona fizetéssel, a székhely szerint járó lakpénzzel és 400 korona útiátalánnyal.
- 9 határszéli rendőr-segédfogalmazó, a X. fizetési osztályban, évi 2000 korona fizetéssel, székhely szerinti lakpénzzel és 300 korona útiátalánnyal.
- 10 határszéli rendőrfogalmazó-gyakornok, évi 1000 korona segélydíjjal.
- 21 hivatali segédtiszt, a XI. fizetési osztályban, évi 1400 korona fizetéssel, a székhely szerinti lakpénzzel.
- 19 határszéli rendőrfelügyelő, a X. fizetési osztályban, évi 2000 korona fizetéssel, a székhely szerinti lakpénzzel, 300 korona utazási és 300 korona ruhaátalánnyal.
- 50 határszéli rendőrbiztos, évi 1400 korona fizetéssel, a székhely szerinti lakpénzzel és 300 korona útiátalánnyal.
- 26 hivatalszolga, évi 600 korona fizetéssel, a lakhely szerint járó lakpénzzel és 120 korona ruhaátalánnyal.

Általános követelményként határozták meg az 1883. évi I. törvénycikk 1. §-ában rögzített – az állami vagy köztörvény-hatósági tisztségviselőkre vonatkozó – feltételeket, azaz a magyar állampolgárságot, a gondnokság vagy csőd alatt nem állást, a teljes körű (jogi és erkölcsi) feddhetetlenséget és a megfelelő képzettséget. Utóbbi, a kapitányok, a fogalmazók és a gyakornokok esetében ügyvédi oklevelet, vagy államtudományi tudorságot, vagy jogtudományi tudorságot, vagy legalább 4 éves jogi tanfolyamot és az államtudományi államvizsgák sikeres letételét jelentette, a rendőrfelügyelőknek főgimnáziumi vagy főreáliskolai tanulmányok elvégzését igazoló érettségi bizonyítványt, esetleg ezzel egyenrangú kereskedelmi iskola vagy katonai tanfolyam elvégzését. A hivatali segédtisztektől „gymnasialis, vagy reáltanodai, vagy polgári iskolai 4 osztálynak szabályszerű bevégzése kívántatik meg”. Előbbivel azonos végzettséggel, magyar állampolgársággal és kifogástalan előélettel lehetett pályázni rendőrbiztosnak. Hasonló minőségben már „megelégedésre” szolgálók esetében, az iskolai végzettségtől eltekinthettek. A hivatalszolgák esetében a magyar állampolgárság, a feddhetetlen előélet, valamint a „magyar nyelvnek szóban és írásban bírása” került megjelölésre. 
Követelmény volt a magyar nyelven kívül egy másik nyelv, mégpedig olasz, román, szerb, horvát, vagy rutén, legalább szóbeli bírása. Előnyt jelentett a francia, angol vagy német nyelvben való jártasság.
Figyelmeztették a pályázókat, hogy a kinevezés helyhez kötöttség nélküli, bármelyik határszéli kapitánysághoz beoszthatók.
Az első határrendőrségi kinevezéseket 1905. december 1-jén tették közzé. E szerint kapitányokká 12 főt, fogalmazókká 18 főt, segédfogalmazókká 9 főt, gyakornokokká 10 főt, rendőrfelügyelőkké 17 főt, hivatali segédtisztekké 21 főt, biztosokká 50 főt, hivatalszolgákká 26 főt nevezett ki a belügyminiszter. Az első négy csoportban szerepelt 4 városi rendőrkapitány, 3 államrendőrségi díjnok, 1 vármegyei várnagy, 1 ügyész, 1 alispán, 19 szolgabíró, 1 polgármester, 3 aljegyző, 1 pénzügyi fogalmazó, 1 tanfelügyelői tollnok, 2 közigazgatási gyakornok, 3 ügyvéd, 9 végzett joghallgató, 1 árvaszéki elnök. Ezen összetétel is erősíthette azt a bíráló észrevételt, mely szerint a munkaerő elégtelensége adta az első három év tevékenységében a legfőbb problémát. A megoldás, „a határrendőrség mindennemű funkcióinak tapasztalt és kipróbált szakemberekkel való ellátása”. 
Az elsőként kinevezettek között megtalálható volt:
- kapitányként Ilosvay Gusztáv szinérváraljai főszolgabíró, később határrendőrfőnök;
- fogalmazóként Homér Imre székesfehérvári pénzügyi fogalmazó, később határszéli rendőrkapitány, majd határrendőrfőnök;
- fogalmazóként Késmárky Dezső gyönki szolgabíró, később határszéli rendőrkapitány;
- fogalmazóként Pamlényi Gábor kismartoni polgármester, később határszéli rendőrkapitány, majd a belügyminisztériumban határrendőrségi rendőrtanácsos;
- fogalmazóként dr. Vörös Ákos királyhidai szolgabíró, később a belügyminisztériumban határrendőrségi rendőrtanácsos.[11]

1906 őszén 50 közrendőri állás betöltésére hirdetett pályázatot a belügyminisztérium. A közrendőri járandóság évi 1000 korona fizetést, lakbérilletményt, esetleg természetbeni szállást és 120 korona ruhaátalányt jelentett. 
A határrendőrség legnagyobb létszáma teljes feltöltöttségekor sem haladta meg a 620 főt. Az 1917/1918. évi költségvetés 612 főről tett említést, ami a háború alatti fejlesztés eredménye. Az állományba 42% került az államapparátusból, 20,6% a rendőrségtől, 12,4% a honvédségtől, 1,6% a csendőrségtől és 23,4% a polgári életből.
A 91000-es körrendelet mellékleteként kiadott utasítás szerint, rendelkezési joggal bírtak a VII. illetőleg VIII. osztályba sorolt határszéli rendőrkapitányok, a IX. fizetési osztályba sorolt rendőrfogalmazók, a X. fizetési osztályba sorolt rendőr-segédfogalmazók és rendőrfelügyelők, valamint a segélydíjas fogalmazó gyakornokok. A végrehajtó közegek voltak a XI. fizetési osztályba sorolt hivatali segédtisztek, a rendőrbiztosok és a hivatalszolgák. 
Rendőri hatóságot képeztek, a határszéli rendőrkapitányok és a rendőr-bíráskodási joggal felruházott kirendeltségek vezetői. 
A kinevezési okmány átvétele után 15 napon belül, a kapitányok kötelesek voltak jelentkezni a belügyminisztérium rendőri osztályának főnökénél, az eskü (fogadalom) letétele végett. A személyzet többi tagjának az adott határszéli rendőrkapitánynál kellett jelentkezni. Az eskü-, illetőleg fogadalomtételről jegyzőkönyvet vettek fel, melyet követően 8 napon belül kellett a kapott állást betölteni. Az esküre jelentkezés elmaradása, illetőleg az elmaradás okának 8 napon belüli nem tisztázása jogvesztést jelentett, az állást újból pályáztatták.
A tisztviselők eskümintája:
„Én …………… esküszöm az élő Istenre, hogy Ő Felségéhez a királyhoz, Ő Felsége uralkodó házához, a magyar korona országainak alkotmányához hű leszek, a törvényeket, a törvényes szokásokat, rendeleteket, utasításokat és szabályokat megtartom, hivatali elöljáróimnak engedelmeskedem, a hivatali titkot megőrzőm, a hivatalommal járó kötelességeket részrehajlatlanul, lelkiismeretes pontossággal és legjobb tehetségem szerint teljesítem. – Isten engem úgy segéljen.”
A szolgák eskümintája:
„Én …………… esküszöm az élő Istenre, hogy Ő Felségéhez a királyhoz, Ő Felsége uralkodó házához, a magyar korona országainak alkotmányához hű leszek, elöljáróim iránt engedelmességgel viseltetem, meghagyásaikat lelkiismeretesen teljesítem, szolgálatomban híven és pontosan eljárok. – Isten engem úgy segéljen.” A fogadalom szövegében az „esküszöm az élő Istenre” helyett, „ünnepélyesen fogadom” került és elmaradt az „Isten engem úgy segéljen”.
Az eskü (fogadalom) tétel megtörténtét a kinevezési okmányra fel kellett jegyezni, az esküvevő névaláírásával és a hivatal pecsétjével is igazolva.
Az 1908. évi 104800. B.M. számú rendelettel kiadott Szolgálati Utasítás 1. §-a szerint, a határrendőrség személyzetét alkották:
1. fogalmazói kar: főnök, főnök-helyettes, kapitányok, fogalmazók, segédfogalmazók, fogalmazó gyakornokok;
2. rendőrírnokok;
3. hivatali segédtisztek;
4. altisztek (őrmesterek, őrségvezetők, határrendőrök);
5. napidíjasok;
6. hivatalszolgák.

Az ellenőrző tisztekké, őrségparancsnokokká és helyetteseikké kirendelt rendőrfelügyelők az intéző személyzethez, a többi rendőrfelügyelő és a rendőrbiztosok a kezelőszemélyzethez tartoztak. Utóbbit jelentették a hivatali segédtisztek és a napidíjasok, az intéző személyzetet a fogalmazói karbeliek, a rendőrírnokok és az altisztek.
A határrendőrségi őrségek megszüntetését követően – 1912. május 1-jétől –, a testület személyzete négy csoportra oszlott:
- Az intézkedő személyzetet a fogalmazói kar tagjai jelentették, akik „mint hatósági tagok járnak el és a bűnügyi nyomozásokban önálló intézkedésre vannak feljogosítva”.
- A végrehajtó személyzethez tartoztak; az oktató-felügyelők, a detektívfelügyelők, a polgári biztosok, az altisztek, a felügyelői, írnoki, segédtiszti és biztosi személyzetből azok, akik a nyomozó szolgálatra való kiváló alkalmasságuknál fogva, a kapitányságvezető előterjesztése alapján, a „belügyminiszter által a végrehajtó személyzethez soroltatnak”. E személyzet tagjai bűnügyi nyomozásoknál, mint rendőri közegek jártak el.
- A kezelő személyzetet adták a többi felügyelők, az írnokok, a hivataltisztek, a hivatali segédtisztek és biztosok, a napidíjasok, akik az irodai szolgálatot végezték.
- A szolgaszemélyzethez sorolták a valóságos és a napibéres hivatalszolgákat.

Megszűntek a központi oktatótiszti és az ellenőrző tiszti megbízások. Az ellenőrzésekről esetenként, a szükségességnek megfelelően, a kapitányságvezetők döntöttek.
A legénységi állomány egy része a csendőrség kötelékébe lépett át, a testületnél maradó határrendőröket a végrehajtó szolgálatban foglalkoztatták.
A határrendőrség első főnöke Czájlik Alajos miniszteri osztálytanácsosi címmel felruházott, székesfővárosi államrendőrségi rendőrtanácsos volt. Őt az uralkodó 1908. november 23-án nevezte ki. Czájlik Alajost a főnöki állásban Homér Imre, őt pedig Ilosvay Gusztáv követte. Az első főnök-helyettes Homér Imre határszéli rendőrkapitány lett. Az uralkodó 1913. április 16-án Homérnak határrendőrségi főnöki címet és jelleget, Ilosvaynak határrendőrfőnök-helyettesi címet és jelleget adományozott. 1916. április 21-én Ilosvay lett a testület főnöke, helyettese pedig Pamlényi Gábor. 
A főnökön és helyettesén kívül is voltak határrendőr tanácsosok, akik az egész testület szolgálati teendőit irányították, szervezték, belügyminisztériumi szolgálattételre beosztással.
A határrendőrségi ügyeket a belügyminisztérium rendőri főosztályának államrendőrségi és közbiztonsági alosztálya intézte. 1913-ban a miniszter közvetlen rendelkezése alatt megnevezésre, létrehozásra került a határrendőr-főnökség, melyet a következő év április 1-jén megszüntettek, és egyidejűleg megszervezték a rendőri főosztályon belül, az V/c. határrendőrségi alosztályt. 1917-ben az alosztály ügykörét jelentették a m. kir. határrendőrség összes személyi, szolgálati és gazdasági ügyei, a működési területén előforduló államellenes mozgalmak megfigyelése, nyomozása, az alosztálynak utalványozott útielőlegek, nyomozási költségek kezelése és elszámolása. Ezeken belül a különböző ügyek felsőfokú intézése, felügyelet, ellenőrzés, irányítás, hivatalok helyszíni megvizsgálása, panaszok, más hatósággal való súrlódások, hatásköri összeütközések, kinevezés, felvétel, áthelyezés, kitüntetés, jutalmazás, segélyezés, nyilvántartás, minősítés, az alosztályhoz beosztott detektívek és altisztek kiképzésének felügyelete, fegyelem fenntartása, fegyelmi ügyek, hivatalos helyiségek bérlete, a kiutalt állami pénzek felhasználása, a tevékenységi kimutatások ellenőrzése, útiszámlák felülvizsgálata, ruházati felszerelési cikkek beszerzése, leltári elszámolás, kezelés felügyelete.
1908-ban 2 tisztviselő – Czájlik rendőrtanácsos és Homér határszéli rendőrkapitány – volt a rendőri főosztályhoz beosztva, 1910-ben már alárendeltségükbe tartozott 2 kapitány, 1 fizetés nélküli kapitány, 1 fogalmazó és 1 fizetés nélküli segédfogalmazó. 1917-ben a határrendőrségi alosztályhoz, az osztályvezető Ilosvay határrendőrfőnökhöz, 3 tanácsos, 3 kapitány és 1 segédfogalmazó tartozott.
A határszéli rendőrkapitány, mint a kapitányság főnöke felelt e hivatal törvényes és szabályszerű működéséért, a személyzet fegyelméért, magatartásáért. Vezette a kapitányi hivatalt, figyelemmel kísérte, ellenőrizte és irányította a beosztott vezetők és parancsnokok tevékenységét. 
A kirendeltség-vezető és az őrségparancsnok felelős volt a neki alárendelt alosztály kifogástalan szolgálatmenetéért, személyzetének fegyelméért és magatartásáért. Köteles volt személyzetét állandóan figyelemmel kísérni, ellenőrizni, irányítani, gyakorlatilag kiképezni és oktatni. 
A kapitányság- és kirendeltség-vezetőket a belügyminiszter, az őrségparancsnokokat és a tiszti őrségparancsnokok állandó helyetteseit a főnök rendelte ki. Az altisztek közül az lehetett őrségparancsnok, aki fegyelmi eljárás alapján négy év óta büntetve nem volt és az őrségparancsnoki tanfolyamot sikerrel elvégezte.
A beosztás első átvételének alkalmából, a kapitányságvezető a főispánnál, a törvényhatóság első tisztviselőjénél, a törvényszék elnökénél az ügyészség vezetőjénél, a csendőrkerületi parancsnoknál, a székhelyi bíróság, a magasabb állami hivatalok és a városi hatóságok vezetőinél, a katonai vagy honvédségi állomásparancsnoknál, a legmagasabb helyi csendőrtiszti parancsnoknál; a kirendeltség-vezető a székhelyen lévő, utóbb felsorolt vezetőknél; a kikülönített őrségek parancsnoka a helyben lévő összes állami, törvényhatósági, városi, községi hivatalok, hatóságok, elöljáróságok fejénél és a csendőrparancsnoknál bemutatkozni tartozott.
A fogalmazók általában fogalmazási teendőket végeztek. A kapitányságvezetőt – kinevezett helyettes hiányában – a fogalmazói kar „rangidősb” tagja helyettesítette. 
A határrendőrség főnöke központi oktató tisztet rendelt ki:
- a próbaidős határrendőrök elméleti oktatására,
- az őrségparancsnoki tanfolyamon az altisztek elméleti kiképzésére, és
- az ismétlő oktatás egységes teljesítésére,

továbbá ellenőrző tiszteket, az altiszteknél a fegyelem fenntartására és egyéb teendőkre. Utóbbiak, egy vagy több kapitányság egész területére, de kisebb területekre is kirendelhetők voltak. Ellenőrző szolgálatuk tartama alatt azon kapitányság vezetőjének voltak alárendelve, amelynek területén időszerűleg működtek.
A felügyelők végezték a nyomozásokat és az útlevelek kezelését. Őket a detektívfelügyelő irányította.
A polgári biztosok a határrendőr kapitánysághoz tartozó határszakasz egy-egy részéért voltak felelősek.
A szolgálati és fegyelmi szabályzat (128000/1906. B.M. sz.) szerint, a magyar királyi határrendőrség legénysége, a határrendőrökből tevődött ki. A testület polgári intézmény volt, de a legénység szigorú fegyelem alatt állt és az állami altisztekkel egyenlő elbánásban részesült. Feladatát jelentette a toloncok, a letartóztatottak kísérése, a foglyok őrizete, a tisztviselők és a biztosok támogatása, a külszolgálat önálló teljesítése, kisebb irodai munkák végzése, kivételesen kézbesítés. A felvétel ideiglenes volt, csak 6 hónapi próbaszolgálat és sikeres elméleti vizsga után történt meg a véglegesítés. Az esküt tett próbaidős határrendőrnek, szolgálattételre az esküt követő hatodik napon kellett jelentkeznie.
A hivatalszolgák végezték az olyan kétkezi munkákat, mint a takarítás, a fűtés, illetőleg a hasonló egyéb tennivalók.
1917 őszén a belügyminiszter – a minisztertanács felhatalmazása alapján – pályázatot hirdetett, 25 határrendőrségi II. osztályú polgári biztosi állásra, mellyel évi 1400 korona fizetés, törvényszerű lakáspénzilletmény, helyi, esetleg háborús és családi pótlék járt. A véglegesítéshez egy évi kifogástalan szolgálat és sikeres elméleti vizsga volt szükséges. Tíz nappal később jelent meg az a pályázat, ami 150 határrendőri beosztásra kereste a jelentkezőket. Ezen altiszti állásokhoz tartozott évi 1000 korona fizetés, törvényszerű lakáspénzilletmény, évi 175 korona 62 fillér ruházati átalány, helyi, esetleg háborús és családi pótlék. A felvettek véglegesítésére 6 hónap elteltével – 3 havi gyakorlati képzés és 3 havi gyakorlati próbaszolgálat után – kerülhetett sor. 
Az általános feltételeken túl, a legénységnél szerepelt a legalább 6 évi katonai vagy csendőrségi szolgálat is. A sikeresen pályázóknak 3 évi szolgálatot kellett vállalni. 
A határrendőr jogosult volt az 1906-ban kiadott (128000. B.M. sz.) szolgálati és fegyelmi szabályzat 30. §-ában foglaltak alapján, rendőrbiztosi vizsgára jelentkezni. A kapitány által alkalmasnak tartott kérelmezőt előjegyzésbe vették és határszéli rendőrellenőr címet nyert. E rendelkezést a 104800/1908. B.M. rendelettel kiadott, szolgálati utasítás akként módosította, hogy a címzetes rendőrellenőr alatt a címzetes őrségvezető, a rendőrbiztos alatt pedig, a valóságos őrségvezető értendő.
A balkáni országokhoz fűződő kapcsolatok nehezedése miatt tervezett katonai határőrizetre való áttérés okán, 1911-ben a honvédelmi miniszter és a belügyminiszter megállapodtak arra vonatkozóan, hogy a határrendőri rangok milyen katonai rendfokozatokkal azonosak. E szerint: 
- a határrendőrség főnöke ezredes,
- a főnök-helyettes alezredes,
- a kapitányságvezető őrnagy,
- a helyettese százados,
- a kirendeltség-vezető és a kapitányi hivatalvezető főhadnagy,
- a kirendeltség-vezető helyettes hadnagy,
- a fogalmazó főhadnagy,
- a segédfogalmazó hadnagy,
- a fogalmazó gyakornok zászlós,
- a felügyelő és az irodai segédtiszt törzsőrmester,
- a polgári biztos és a határrendőr őrségvezető őrmester,
- a határrendőr biztos szakaszvezető

katonai rendfokozatúnak felelt meg. A háborús időszakra meghatározott katonai rendfokozati megfelelőség megállapítása, Magyarországon a katonai és rendőri rangok egységesítése irányába tett első lépésnek is tekinthető.

## A határrendőrségi oktatás – kiképzés
Az 1908-ban kiadott Szolgálati Utasítás, általános szabályként fogalmazta meg az elöljárók egyik legfőbb kötelességét, az alárendelt közegek gyakorlati és továbbképzéséről történő gondoskodást, illetőleg annak ellenőrzését, irányítását. A fogalmazó személyzetet a szolgálat minden ágazatára, az írnoki és az altiszti állományt főként a külszolgálatra, a kezelő személyzetet kizárólag az irodai szolgálatra vonatkozóan kellett kiképezni.
A testülethez kinevezett tisztikar tagjait – fogalmazó, segédfogalmazó, gyakornok – 3 hónapra, a kapitányság székhelyére osztották be azért, hogy a végrehajtó szolgálat minden ágazatában vegyen részt, és az őrségparancsnok teendőit is sajátítsa el. Ha a kapitányság vezetője, a végrehajtó szolgálatban való jártasságot kielégítőnek találta, akkor a gyakorlati kiképzés alatt lévőt 1 hónapra, az irodába osztotta be. Ezt követően az érintett 2-2 hónapig a közigazgatási és a büntető bíráskodási ügyekben nyert kiképzést. Ha a kiképzés sikeres volt, azt a kapitányság vezetője a minősítési táblázatban feltüntette. Ha a résztvevő a gyakorlati kiképzés alatt, a határrendőri szolgálatra alkalmatlannak bizonyult, ideiglenes kinevezés esetén elbocsátották. Ha a kinevezése végleges volt, gyakorlati alkalmazhatóságának beigazolásáig, magasabb állásba nem volt beosztható. A megítélésnél figyelembe kellett venni azt a követelményt, mely szerint a tisztviselők kötelesek voltak ismerni a határrendőrségre vonatkozó minden törvényt, rendeletet, a közigazgatásra, a rendészetre, a csendőrségre, a határvámokra, az egészségügyre, az állategészségügyre, a határőrizetre és határegyezményekre, a bűnvádi perrendtartásra és bűnügyi nyomozásra vonatkozó törvényeknek és szabályoknak a testületet érintő rendelkezéseit. Úgyszintén azt is, hogy a szomszédos külállam közlekedési hálózatáról, gazdasági, nemzetiségi és geográfiai viszonyairól alapos tájékozottsággal bírnak-e, a helyi, személyi és terepismereteket alaposan elsajátították-e. További kötelességük volt, a francia nyelv „legalább fogyatékos”, a határos külállam nyelvének „kielégítő” elsajátítása. 
A továbbképzést szolgálandó, a kirendeltségeknél az időszakos szemle alkalmával, a központi hivatalnál 2 hetente megbeszélést kellett tartani.
Az altisztek első elméleti kiképzését, a legénység szolgálati és fegyelmi szabályzatáról szóló 128000/1906. B.M. számú rendelet szabályozta. A próbaidős határrendőr gyakorlati kiképzését 3 hónapos tanfolyam előzte meg, melynek helyét, előadóit és a vizsgabizottságot a belügyminiszter jelölte ki. Az elméleti oktatás témakörei voltak; a határrendőrség, az útlevélügy, a kivándorlás, a külföldiek lakhatása, a bűncselekményekre és kihágásokra vonatkozó anyagi és eljárási szabályok vázlatosan, a rendőri nyomozási utasítás (1889: 130000. B.M. körrendelet) határrendőri vonatkozásai, a toloncszabályzat, a kapitányság területének földrajza, különösen a főbb közlekedési vonalak, elsősegélynyújtás, jelentések szerkesztése, fegyverismeret, használat, karbantartás.
A vizsgán a határrendőr igen alkalmas, alkalmas, nem alkalmas minősítést kaphatott.
A szintén 3 hónapig folyó gyakorlati képzés alatt, az összes próbaidős altiszt jelenlétében, minden nap megbeszélést kellett tartani. Kiemelten szerepelt a „közönséggel való bánásmód”, ami az „első perctől kezdve tapintatos legyen”. Az őrségparancsnok feladata volt továbbá, a próbaidős altisztek szolgálaton kívüli magatartásának figyelemmel kísérése, egyéniségének, jellemének lehetőleg tökéletes kiismerése, majd a képzést követően javaslattétel a véglegesítésre, vagy a próbaszolgálat meghosszabbítására.
A továbbképzés a kirendeltség-vezetők és az őrségparancsnokok feladata volt, melynek elméleti része ismétlő oktatásból, írásbeli feladat-kidolgozásokból, nyelvtanításból és megbeszélésekből állt.
Az ismétlő oktatást hetente kétszer 1-1 órában, a tiszti személyzet tagja tartotta, melyen a segéd- és a biztosi személyzet is részt vett. A programot, a hivatalvezető tisztviselő állította össze. Az oktatás napjáról, tárgyáról és a résztvevőkről naplót vezettek.
A Belügyi- és a Rendőri Közlöny minden számát köröztették a határrendőrök között, akik az elolvasást aláírásukkal tanúsították.
A nyelvoktatásra heti egy órát fordítottak, ami inkább a haladás ellenőrzésére szolgált. Fontos volt a térképolvasás, a fegyver- és lőutasításban szereplő ismeretek, illetőleg a kardforgatás és szuronyvívás, melyekre szintén heti egy órában került sor. Lőgyakorlat évi 1 alkalommal volt, lőfegyverenként 20, forgópisztolyonként 12 töltény kilövésével. Puskák esetében 200, forgópisztolyok tekintetében 30 lépésre kellett elhelyezni a körcéltáblákat.
A kapitányságvezető vagy az ellenőrző tiszt minden szemle alkalmával, 3 órán át tartó vizsgálattal volt köteles a továbbképzés eredményéről meggyőződni.
Az önálló szolgálatra feltétlenül alkalmas határrendőröket a kapitányság vezetője, állandó járőrvezetőkké jelölte ki. 
Az első határrendőrségi altiszteket, a budapesti rendőrség tagjai képezték ki.
Pavlik Ferenc főfelügyelő és Laky Imre felügyelő – mindketten a fővárosi államrendőrség tagjai – összeállították a Határrendészet kézikönyvét, amely tartalmazza a határrendőrségre, a be- és kivándorlásra, az útlevélügyre vonatkozó és az előbbiekkel összefüggő törvényeket és rendeleteket. Mivel a kézikönyv megfelelő csoportosítású és betűsoros mutatóval is ellátott, azt a belügyminiszter az 50592./1907. (06.21.) körrendeletével, a törvényhatóságok és a határszéli rendőrkapitányok figyelmébe ajánlotta.
Homér Imre összeállította, A kivándorlásra vonatkozó törvényes jogszabályok kézikönyvét, melynek második kiadását 1910 őszén ajánlotta a törvényhatóságok figyelmébe, a belügyi államtitkár.

## A határrendőrségi ruházat, fegyverzet, ellátás
A 91000-es körrendelet 45. §-a röviden rendelkezett az egyen ruházatról és a fegyverzetről, amikor rögzítette, hogy a fogalmazó személyzet, a rendőrfelügyelők és a rendőrbiztosok hivatalos eljárásukban „egyenruhát tartoznak viselni… Az egyenruha és a fegyverzet azonos a székesfővárosi m. kir. államrendőrség részére megállapított egyenruhával és fegyverzettel.”. A következő évben kiadott szolgálati és fegyelmi szabályzat pedig már elrendelte, a véglegesített határrendőrök szolgálaton kívüli egyenruha viselését is, a próbaidősök viszont nem hordhatták az uniformist. A határrendőrök mellszámot nem viseltek. A legénység, a szolgálati kiküldetést leszámítva, Budapest területén egyenruhát nem viselhetett. A határrendőr mindenkor tisztességes és előírásos, a testület tekintélyét nem csorbító egyenruhában tartozott megjelenni a nyilvánosság előtt. Ennek betartásáért az elöljáró személyesen felelt. A kapitányságvezető negyedévente köteles volt megvizsgálni a beosztottak egyenruháját és szükség esetén, jogosult a ruhaátalány terhére kiegészítéseket elrendelni. A külszolgálatot teljesítő határrendőr bal karján, mint szolgálati jelvényt, Magyarország selyemhímzésű címerével díszített, nemzeti színű karszalagot viselt.
A fegyverzet kincstári tulajdon volt, a rajta, hanyagság vagy vigyázatlanság folytán ejtett sérülésekért a határrendőr felelősséggel tartozott. A fegyverzetét, melyről jegyzéket vezettek, a felelős tisztviselő hetente megszemlélte. A forgópisztolyokhoz szükséges töltényeket a vezetők őrizték és esetről-esetre adták ki a szolgálatba vezényeltek részére.
Az 1908-as szolgálati utasítás már egyenruházati és felszerelési szabályzatról is említést tett, melynek előírásaitól tilos volt eltérni. Az első évet követően kötelező volt a díszegyenruha beszerzése, melyet az állomáshelyen belül teljesített külszolgálatban akkor viseltek, ha az állomáshelyre érkezett az uralkodó, az uralkodóház tagja, idegen uralkodó, a kapitányságvetőnél magasabb elöljáró, ünnepélyes alkalomkor, az elöljárónál kérelem vagy panasz előterjesztése miatti megjelenéskor. Ugyanazon helyre, ugyanazon szolgálatra kirendelt altisztek, teljesen azonos ruházatot viseltek. Szolgálati jelentkezéseknél, ügyeletes szolgálatban, külszolgálatban, az intéző személyzet szolgálati jelvényt viselt. Ezt tiszteknél a szolgálati öv, írnokoknál, őrmestereknél és őrségvezetőknél a derékszíj, a többi altiszteknél a fölcsatolt tölténytáska jelentette. Minden külszolgálatban a következő felszerelési tárgyakkal látták el a kiküldött közeget:
- a fegyver viseléséhez szükséges felszerelési tárgyakkal;
- 20 darab éles tölténnyel az ismétlő karabélyhoz, 12 darabbal a forgópisztolyhoz;
- pontosan járó zsebórával;
- rendőri igazolvánnyal;
- betűsoros jegyzékkönyvvel, irónnal;
- 1:75000 léptékű térképlapokkal, iránytűvel;
- 3 db lebélyegzett hivatalos távirati űrlappal;
- az altisztek, elsősegélynyújtáshoz szükséges kötszerekkel és egy kézbilinccsel;
- bal vállon viselendő járőr-táskával.

A teljes fegyverzetet jelentette tiszteknél: gyalogsági tiszti kard és forgópisztoly; altiszteknél: belterületi szolgálat esetén csendőrségi kard és forgópisztoly, egyéb szolgálatoknál csendőrségi kard és ismétlő karabély, feltűzött szuronnyal. Polgári ruhában teljesített szolgálat alkalmával a fegyverzetet a forgópisztoly képezte.
A laktanya és az őrszoba rendjére szigorú és részletes előírás vonatkozott. Az 1908-as szabályozás szerint a laktanya (őrszoba) összes helyiségei, a berendezési tárgyak és az udvar, mindig mintaszerű rendben és tisztaságban tartandók. Az őrségi irodában kerültek elhelyezésre, az őrség vezetéséhez szükséges eszközök, az őrségparancsnok felszerelésének, fegyverzetének és ruházatának elhelyezéséhez szükséges, valamint a test tisztán tartására és pihenésére szolgáló berendezési tárgyak. A legénységi szobában (őrszoba) a beosztott altisztek felszerelésének, fegyverzetének és ruházatának elhelyezésére, a tisztálkodásra és pihenésre szolgáló berendezési tárgyak voltak. Kifüggesztették az elöljárók és a szobában elhelyezettek nevét tartalmazó táblázatot. Az irodában az uralkodó képét, a határrendőrség személyzeti beosztását, faliórát, a leltárt és az ott dolgozók jegyzékét helyezték a falra. Pontosan és részletesen határozták meg a fegyverzet, a felszerelési tárgyak, de a személyes holmik elhelyezési rendjét is. Az egyéb apróságok, például az „ágyak alá betolható kofferben helyezendők el… Az őrségparancsnok íróasztalának középső fiókjában a pénz és értéktárgyak, jobb fiókjában a bizalmas, balban a szolgálat vezénylésére és beosztására vonatkozó iratok és könyvek zárandók el.”
A nőtlen altisztek a laktanyában tartoztak lakni, ahol tilos volt énekelni, kiabálni, mulatozni, pénzben játszani, civil személynek éjszakai szállást adni. Az altisztek éjjel 11 óra után csak abban az esetben tartózkodhattak a laktanyán vagy magánlakásukon kívül, ha arra írásbeli engedélyt kaptak.
A határrendőrségi közegek élelmezésükről maguk gondoskodtak, melyhez a parancsnokok kötelesek voltak minden segítő intézkedést megtenni. Tilos volt rossz hírű vagy olyan helyeken étkezni, ahová a testület tagja ellenőrzés végett került kiküldésre. A nőtlen altisztek étkezési helyét az elöljáróhoz be kellett jelenteni. Egymásnál nem étkezhettek az altisztek és elöljáróik.
1909-ben új egyenruhát rendszeresítettek. A szürkés szövetből készült uniformison, a tisztviselők rangjelzésül rózsácskákat hordtak, melyek mögött, a galléron határrendőrségi jelvény volt. 
A forgópisztolyokat, az új egyenruha rendszeresítésével egy időben cserélték fel Frommer pisztolyokra. A karabélyokat a határrendőri őrségek megszüntetésekor, a csendőrségnek adták át. Ezt követően a határrendőr legénység fegyverzetét, csendőrségi kard és ismétlő illetőleg forgópisztoly képezte. Az őrségek laktanyái, berendezési tárgyai, irodai és szolgálati könyvei, a legénység fegyverzete, szerelvénye (kard, derékszíj és kardhüvelytáska), lőszere, látcsövei, az egyéb kincstári tárgyak, a legközelebbi csendőrőrsök parancsnokai által, „leltárilag és jegyzőkönyvileg a legszigorúbb pontossággal átveendők”.

## A határrendőrségi külszolgálat
A külszolgálat oka és célja szerint lehetett rendes, rendkívüli és ellenőrző szolgálat. A rendes külszolgálatot jelentették mindazon külszolgálatok, amelyeket a határrendőrség feladatának ellátása végett, tervszerűen végeztek. Az 1908-as szabályozás szerint, ilyenek voltak: 
- az őrjárati szolgálat,
- a vasúti és hajóállomási szolgálat,
- a mozgó vonaton és hajón végzett szolgálat,
- a vasúti és hajóállomást nem képező határátkelési pontokon teljesített állandó szolgálat.

A rendkívüli külszolgálat, mindig valamely előző ok (jelentés, értesülés) közrehatása folytán volt elrendelhető. 
Az ellenőrző szolgálat feladatát képezte annak biztosítása, illetőleg figyelemmel kísérése, hogy a külszolgálat szabályszerűen és pontosan kerüljön végrehajtásra.
A szolgálati utasítás részletesen szabályozta, az egyes szolgálatok mellett, a megfigyelést, a lesállás végrehajtásának módját, a szolgálat közbeni pihenést és a külszolgálat befejezését.
A határrendőr altisztek hivatalos szolgálataiból kifolyólag felmerülő költségek egyöntetű elszámolásáról szóló 66733/1910. (VII.01.) B.M. számú rendelet szerint, a külszolgálat háromféle:
I. portyázó (mozgó),
II. álló szolgálat (helyi),
III. mozgó vonat (hajó) ellenőrzés.
A körrendelet a határrendőr-altiszti napidíjat 3 koronában, az élelmezési pótlékot, a szolgálat besorolásának megfelelően 2 koronában, 1 korona 50 fillérben és 1 koronában állapította meg.

## A határrendőrségi fegyverhasználat
A testület fegyverhasználati joga alapvetően a jogos védelem – 1878. évi V. tc. 79. § – eseteire épült. A határrendőrségi közegnek joga volt fegyverét használni: 
- ha veszélyes, tettleges támadás érte;
- ha életét, testi épségét olyan támadással fenyegették, melynek bekövetkezésétől alaposan tarthatott;
- ha szolgálat közben, azt meghiúsítható tettleges ellenszegülést talált és minden kíméletesebb eszköz sikertelen maradt;
- ha megtámadott harmadik személy életének, testi épségének megvédésére, szükséges volt.

Megtámadással való fenyegetésnek számított, ha az érintett a nála lévő fegyvert, veszélyes eszközt a felszólításra nem tette le, vagy nem adta át, illetőleg védett helyzetéből vonakodott előjönni. A passzív magatartás nem képezett tettleges ellenszegülést. Az enyhébb eszközök alkalmazását meg kellett kísérelni, a fegyver használatát pedig meg kellett előznie a felszólításnak, „a törvény nevében” szavak hallható kiejtésével. A 91000/1905. B.M. számú körrendelet 57. §-a az esetek körülírását követően, még egyszer hangsúlyozta: „Lőfegyver csakis az élet vagy testi épség jogos védelme esetében használható.” 
A fegyverhasználat azonnalos jelentési kötelezettség alá esett, a határszéli rendőrkapitányságon keresztül a belügyminiszterig. Sérülés, halál esetén, „a tényálladék minden körülményeivel együtt azonnal kinyomozandó és megállapítandó. Ez esetben az illetékes királyi ügyészség is nyomban értesítendő.”

## A határrendőrségi fegyelmi eljárás
Az 1905-ben kiadott utasítás V. fejezete, Fegyelmi eljárás cím alatt, a következő évben a határrendőr legénység számára kiadott szolgálati és fegyelmi szabályzat II. fejezete, Fegyelmi szabályzat címmel foglalkozott a fegyelmi ügyeknek minősíthető magatartásokkal. Fegyelmi eljárás, illetőleg fegyelemsértés megállapításának alapjául szolgált általában, ha a testület tagja:
- kötelességét hanyagul teljesítette, nem teljesítette vagy teljesítésére – betegséget kivéve – képtelennek bizonyult;
- botrányt okozó, erkölcstelen vagy olyan életet élt, amely méltatlanná tette állására;
- olyan kihágást követett el, amely miatt méltatlanná vált a szolgálatra;
- bűncselekményt követett el;
- feljebbvalóval tiszteletlenül viselkedett vagy a hivatalos engedelmességet megtagadta;
- a közönség irányában törvény-, szabályellenes vagy durva magaviseletet tanúsított.

A legénységre vonatkozó szabályzat bővítette a kört, a következőkkel:
- ittasság és gyávaság;
- hivatalos ügyben ajándék elfogadása, általában megvesztegethetőség, részlehajlás, amennyiben a büntető bírói közbelépés kellékei hiányoznak;
- társakkal való összeférhetetlenség;
- ruházat és felszerelés elhanyagolása;
- könnyelmű adósságcsinálás.

A fegyelmi büntetések körébe tartozott, a dorgálás, a rosszallás, a büntetésből önköltséges áthelyezés, pénzbüntetés, hivatalvesztés. Kisebb fegyelemsértés esetén a legénység tagjával szemben, eljárás mellőzésével alkalmazható volt, a megintés, a dorgálás, a 10 koronáig terjedő pénzbírság. Utóbbiak esetében kettő, négy illetőleg hat hónapon belül segély, jutalom vagy szabadságidő nem volt engedélyezhető. Az eljárás mellőzésével és a fellebbezés kizárásával kiszabható bírság (rendbüntetés) összege, a fogalmazói és a felügyelői személyzet tagjaira vonatkozóan 40 koronáig, a segéd és biztossági személyzet esetében 20 koronáig, a szolgákat illetően 10 koronáig terjedhetett. A befolyt bírság a testület bevételének számított.
A hivatalvesztést és az áthelyezést kimondó határozatokat, mindig – fellebbezés hiányában is – fel kellett terjeszteni a belügyminiszterhez. A fegyelmi intézkedés eredményét rávezették a Büntetési törzskönyvre, melyben minden beosztottnak külön lapot nyitottak, és melynek másolatát áthelyezés esetén, megküldték az új állomáshelyre.
A fegyelmi szabályzat egyes rendelkezéseit módosította, a 69299/1917. számú B.M. körrendelet. Bevezetésre került a 8 napig terjedhető elzárás, az altiszti állományra vonatkozóan. A próbaidős határrendőrök ellen a továbbiakban fegyelmi eljárást indítani nem lehetett, csak rendbüntetésekkel voltak sújthatók.

## A határrendőrségi ügyvitel, pénzkezelés
Az 1905-ben kiadott utasítás, külön fejezetekben rendelkezett az ügyvitelről, valamint a pénz- és értékkezelésről. Az előírásokat részletesen és mintákkal érzékeltetve rögzítették.
A beérkező hivatalos iratok felbontására, pénz vagy értéktárgyak átvételére és őrzésére a kapitány vagy helyettese, kirendeltség esetében annak vezetője volt jogosult.
Minden ügyiratra fel kellett jegyezni az iktató hatóságot, az érkezés idejét, az iktatói számot, a mellékletek számát, az
előszámot, az utószámot és az ügy előadóját. Ennek végrehajtásához, kötelező volt bélyegzőt használni.
A rendőri büntető ügyeknek két iktatókönyvet vezettek, általánost és kihágásit. A rendőrkapitány vezetett még iktatókönyvet, a bizalmas természetű (reservát) és a személyi (fegyelmi) ügyeknek. Nem estek iktatás alá az átvételi elismervények, a tudakozó lapok, a hivatalos intézkedés tárgyául nem szolgáló iratok (körlevelek, üzleti mintarajzok, hirdetések stb.).
Az iktatókönyvekről betűrendes mutatókönyvet vezettek. Az előadók az ügydarabok átvételének és visszaadásának bejegyzése céljából, munkakönyvet használtak. Alkalmazták a kézbesítőkönyvet, a kézbesítési vevényt, a postafeladó-könyvet.
Az iratok rendben tartására és megőrzésére az irattár szolgált. Magánfeleknek, az ügyek tartalmát illetően, a kapitányság vagy a kirendeltség vezetője adott felvilágosítást, engedélyezett iratbetekintést és iratmásolást.
Pénzt és pénzértéket, a hivatali helyiségben lévő tűz- és betörésmentes vasszekrényben kellett elhelyezni, melynek kulcsait a szerv vezetője őrizte, teljes személyi és vagyoni felelősséggel. A kihágások kapcsán befolyt pénzekről nyilvántartást és pénznaplót, más hivatalos pénz és pénzérték nyilvántartására letéti főkönyvet kellett felfektetni. 
Az eszközöket, a pénzügyigazgatóság mellé rendelt számvevőség kiküldött közege, évente legalább egy alkalommal, a helyszínen, tételenként megvizsgálta. Meg kellett győződnie arról is, hogy a jogerős pénzbüntetések nyilvántartásba kerültek-e, a behajthatatlanság eseteinek igazolása megtörtént-e, a királyi adóhivatalba a beszállítások, a magánfeleknek kiadandó összegek, késedelem nélkül továbbításra kerültek-e.
Csekélyebb számadási hibák kiegyenlítése, a vizsgáló közreműködésével megtehető volt, de a jelentésben azokat meg kellett említeni.
A 91000/1905. B.M. számú körrendelet alapján, az előírt nyomtatványokról első ízben – a határszéli rendőrkapitányságok irodai átalánya terhére – a belügyminisztérium gondoskodott. Szintén a minisztérium szerezte be a szükséges hivatalos pecséteket és bélyegzőket. Az egyéb szükségleteket a kapitányságok maguk biztosították átalányukból. A következő évre vonatkozó irodai költségvetési tervezetet, március 1.-ig kellett a miniszterhez felterjeszteni.
A hivatalos helyiségek bérlete iránti tárgyalásokat a kapitányságvezetők végezték és előzetes felhatalmazás alapján az államkincstár nevében, megköthették a bérleti szerződéseket is. A lejárat előtti felmondáshoz, szintén kellett a belügyminiszter előzetes felhatalmazása.
A határrendőrségről szóló törvény 11. §-a kimondta, hogy a határszéli rendőrkapitányságok költségeiről, a belügyminiszter, az állami költségvetés keretében gondoskodik.

## Az 1945 utáni határrendőrség
Az 1945. január 20-án Moszkvában megkötött fegyverszüneti szerződés tartalmazta, hogy Magyarország határai, az 1937. december 31-én fennállottak. Ennek megfelelően a magyar csapatokat és hivatalnokokat e határvonalak mögé kellett visszavonni.
A határőrség szervezése kettős irányú volt, részben katonai, Honvéd Határőrség a 20.183/1945. HM. Elnöki rendelet alapján, részben rendészeti, határrendőrség a 145.389/1945.(IV.12.) számú BM rendelettel. A végrehajtás nem volt súrlódásoktól mentes. A szolgálati tapasztalatok és a Szövetséges Ellenőrző Bizottság észrevételei, már 1945 nyarára sürgetővé tették a személy- és áruforgalom hatékony, biztonságos ellenőrzésének a megszervezését, a határvidék közbiztonságának javítását. A feladatot a belügyminiszter kapta meg a kormánytól.
A honvédelmi miniszter októberben értesítette a honvédkerületi parancsnokságokat arról, hogy a katonai határvédelem mellett, létrehozásra kerül a határrendőrség. Annak megalakulásáig – 1946. január 1. – az utasforgalom ellenőrzését kizárólag a honvéd határőrség látja el, az áruforgalom ellenőrzését pedig a pénzügyőrséggel és a vámszaki közeggel együtt teljesíti.
A határrendőrség tagjai a Vidéki Főkapitányság állományába kerültek, de önállóan látták el szolgálatukat, a belügyminiszter felügyelete és irányítása alatt. A testület a hozzá utalt ügyekben kérhette a helyi rendőrség és a honvédség közreműködését.
Felépítését tekintve kapitányságokból és az alájuk rendelt őrsparancsnokságokból állt.
Egy kapitányságon szolgálatot teljesített:
- 1 parancsnok (rendőr őrnagy vagy százados),
- 1 parancsnok-helyettes (rendőr főhadnagy),
- 1 őrszemélyzeti parancsnok (rendőr főhadnagy vagy hadnagy),
- 4 detektív,
- 1 segédhivatali tisztviselő,
- 44 fő őrlegénység.

(Összesen: 53 fő)
Egy tiszti őrsön:
- 1 parancsnok (rendőr hadnagy),
- 1 parancsnok-helyettes (rendőr alhadnagy),
- 4 detektív,
- 37 fő őrlegénység.

(Összesen: 43 fő)
Egy nagy létszámú őrsön:
- 1 tiszthelyettes,
- 19 fő őrlegénység.

(Összesen: 20 fő
Egy kis létszámú őrsön:
- 1 tiszthelyettes,
- 11 fő őrlegénység.

(Összesen: 12 fő)
A határrendőrség tevékenységének megkezdésekor állt, 26 kapitányságból és az alájuk rendelt 179 őrsből. 
A határrendőr kapitányságok feladatköre, lényegét tekintve megszervezésükkor megegyezett a korábbi határrendőrség (1903-ban meghatározott) feladataival.
"A határrendőr kapitányságok hatáskörébe a következő feladatok tartoztak:
1. a határon átkelők figyelemmel kísérése, a határmentén felmerülő, államrendészeti szempontból fontosabb mozzanatokról és eseményekről tájékozásszerzés és az észlelteknek a felettes hatóságokhoz jelentése;
2. a szomszéd állam lakói részéről személyek és tárgyak ellen irányuló erőszakos támadás meggátlása, katonai védművek, az ország határának megjelölésére szolgáló határjelek, jelzők, katonai vagy polgári hatóságok által felállított földmérési jelek megrongálásának, megsemmisítésének, vagy megváltoztatásának megakadályozása. (Ebben a pontban említett ténykedéseket a honvéd határőrségekkel szoros együttműködésben kell végrehajtani);
3. kitiltott, rendőrileg kifogás alá eső és magukat igazolni nem tudó gyanús egyéneknek, munkakerülőknek és kóbor cigányoknak az állam területére belépésben megakadályozása;
4. körözött, vagy bűncselekmény elkövetésével gyanúsított egyének elfogása, amennyiben a határon kívánnak átmenni és az illetékes hatóságnak átadása;
5. tiltott kivándorlás megakadályozása;
6. a kerítés (nőcsempészet, leánykereskedelem) meggátlása és felfedezése;
7. a toloncszabályzat rendelkezései alá eső egyének eltoloncolása, a külföldről érkező toloncok átvétele és továbbítása;
8. a határszéli vasúti állomásokon és átkelőhelyeken a közbiztonsági teendők ellátása;
9. a határátlépő-állomásokon és átkelőhelyeken ellátják a bűnügyi nyomozó rendőrhatósági jogkört;
10. útlevelek vizsgálata, a határon átlépők útleveleinek záradékolása, az utasok ki- és beléptetése, a szabálytalan, hamis, vagy hiányos útlevéllel utazók, vagy az utazás folytatásában a fennálló rendelkezések szerint megakadályozandó személyek a határon való átlépésének meggátlása;
11. a be- és kilépők jegyzékelése;
12. a határszéli útiigazolványok (alkalmi útilapok, birtokos igazolványok stb.) kiállítása, a szomszédos állam illetékes hatósága által kiállított útiigazolványok láttamozása;
13. fegyverek, lőszerek és hadianyagok ki- vagy bevitelének ellenőrzése, engedély hiánya esetén az ilyen és más tárgyak kivitelének és behozatalának megakadályozása (ebben a pontban foglaltakat a honvéd határőrséggel szoros együttműködésben kell végrehajtani);
14. a határon a pénznemek, valuta-, deviza- és fizetési eszközök forgalmának és az ezekre vonatkozó rendelkezések betartásának ellenőrzése;
15. a határon átlépő gépjárművek útadójára vonatkozó rendelkezések betartásának

ellenőrzése;
1. határvizeken és határszéli forgalom, éjjeli halászat és a csónakok ellenőrzése;
2. a légi forgalom megfigyelése;
3. a csempészet megakadályozása, illetőleg megakadályozásában való közreműködése és az erre hivatott szervek támogatása;
4. vámjövedéki és a vámjövedéki ellenőrzéssel kapcsolatban felmerülő jövedéki kihágások megakadályozása, illetőleg felfedezése;
5. bíráskodnak mindazokban a határszéli személy-, áru- és értékfogalommal kapcsolatos kihágási ügyekben, amelyeket az érvényben levő törvények és rendeletek az államrendőrség, mint rendőri büntetőbíróság hatáskörébe utalnak;
6. az útlevélszabályok áthágása, tilos visszatérés, nőcsempészés, a külföldiek bejelentésére és lakhatására vonatkozó szabályok megszegése által elkövetett kihágások esetében első fokon való rendőri büntetőbíráskodás;"

A határrendőrség szervei, 1949/1950-ben, a 4353/1949.(XII.28.) számú kormányrendeletben foglaltaknak megfelelően beolvadtak a minisztertanács alárendeltségében szervezett, Államvédelmi Hatóságba.